# Шемпетер при Горици
Шемпетер при Горици (словен. Šempeter pri Gorici) је градић и управно средиште општине Шемпетер - Вртојба, која припада Горишкој регији у Републици Словенији.
По попису становништва из 2011. године насеље Шемпетер при Горици имало је 3.760 становника.
Шемпетер при Горици је главно предграђе оближње Нове Горице.